# Qorveh (Verwaltungsbezirk)
Qorveh (persisch شهرستان قروه) ist ein Schahrestan in der Provinz Kurdistan im Iran. Er enthält die Stadt Qorveh, welche die Hauptstadt des Verwaltungsbezirks ist. 

## Kreise
Der Verwaltungsbezirk gliedert sich in folgende Kreise:
- Zentral (بخش مرکزی)
- Serischabad (بخش سریش‌آباد)
- Chahardoli (بخش چهاردولی)

## Demografie
Bei der Volkszählung 2016 betrug die Einwohnerzahl des Schahrestan 140.192. Die Alphabetisierung lag bei 79 Prozent der Bevölkerung. Knapp 59 Prozent der Bevölkerung lebten in urbanen Regionen.
| Zensusjahr | Einwohnerzahl |
| ---------- | ------------- |
| 2011       | 136.961       |
| 2016       | 140.192       |